# Georg Tiefenbach
Georg Tiefenbach (* 22. Januar 1976 in Kempen) ist ein deutscher Autor, Drehbuchautor, Filmproduzent sowie Kunst-, Medien- und Filmwissenschaftler.

## Leben
Georg Tiefenbach wuchs in Kempen, Köln und Chicago auf, ab dem achten Lebensjahr spielte er Kinder- und Jugendtheater, unter anderem am Kresch-Theater in Krefeld.
Nach dem Abitur arbeitete er in München bei verschiedenen Theatern (Münchener Lach- und Schießgesellschaft, Bayerisches Staatsschauspiel), wo er zum Beispiel bei Heinrich von Kleists Penthesilea in der Inszenierung von Andreas Kriegenburg assistierte. Es folgten Arbeiten für Film und Fernsehen, wie bei Arnold & Richter, Bayerischer Rundfunk in der Redaktion für das Kulturmagazin Cappriccio und Lektorate beim Arthaus-Vertrieb der Kinowelt. In dieser Zeit entstanden erste Kurzfilme mit ihm als Autor, Regisseur und Produzent.
Tiefenbach studierte Dramaturgie an der Ludwig-Maximilians-Universität in Kooperation mit der Bayerischen Theaterakademie August Everding in München und besucht die dortige Dramenwerkstatt, unter anderem bei Michael Gissenwehrer und Jens Malte Fischer. Er arbeitete als Theaterdramaturg am Prinzregententheater (Die schöne Helena von Jacques Offenbach) und am Akademietheater in München (Belgrader Trilogie von Biljana Srbljanović). Zwischenzeitlich absolvierte er ein Jahr in Frankreich an der Université Haute-Bretagne II in Rennes mit Aufenthalten in Paris und Aix-en-Provence. In Hamburg besuchte er die Masterclass Film mit Schwerpunkt Film an der Hamburg Media School. Die dort entstandenen Filme, zu denen Georg Tiefenbach das Drehbuch verfasste, waren bei etwa 100 nationalen und internationalen Festivals, beispielsweise auf dem Festival de Cannes, dem Kalpanirjhar International Fiction Film Festival in Kalkutta, dem First Steps Award in Berlin, in Porto beim International Academic Festival (Great Prize of the Jury 2011 für Zeitfenster) oder dem International ISFVF der Beijing Film Academy nominiert, wo der Film Zeitfenster mit dem Audience Award 2011 ausgezeichnet wurde.
Tiefenbach schreibt Drehbücher für das deutsche Fernsehen (Constantin Film, action concept, Studio Hamburg, Phoenix Film) im Bereich Reihe und Serie. Er ist Autor und Produzent des Kinospielfilms Endzeit/End of Time, der auf der 63. Berlinale 2013 seine Welturaufführung feiert.
Des Weiteren hat Tiefenbach mit Drama und Regie ein film- und kulturwissenschaftliches Buch publiziert, in dem er sich mit dem Geschichtenerzählen in Film, Theater und Literatur sowie mit dem Handwerk der Filmregie auseinandersetzt.

## Werke (Auswahl)

### Bücher
- 2010: Drama und Regie. Lars von Triers Breaking the Waves, Dancer in the Dark, Dogville. Reihe: Film - Medium - Diskurs. Würzburg: Königshausen & Neumann
- 2024: Romantik und Symbolismus. Bilder und Musik in der Ouvertüre von Lars von Triers Melancholia. Würzburg: Königshausen & Neumann
- 2025: The Lars von Trier Conversations. Volume One. About the Art of Filmmaking: Editing, Sound Design, and Costume Design. Würzburg: Königshausen & Neumann
- 2025: The Lars von Trier Conversations. Volume Two. About the Art of Filmmaking: Editing, Cinematography, Special Effect, New Media, Writing and Directing. Würzburg: Königshausen & Neumann

### Filme
- 2009: Birdland (Drehbuch)
- 2010: Morgen ist auch noch ein Tag (Drehbuch, Darsteller)
- 2011: Zeitfenster (Drehbuch)
- 2013: Endzeit (Drehbuch, Produzent)
- 2017: Tian – Das Geheimnis der Schmuckstraße (Drehbuch, Produzent, Dramaturgie)

### Graphic Novel
- 2016: Stadt der Spieler (Autor)

### Musik
- 2015: Endzeit (Produzent, Label); TFM Records, Roba Music Verlag
- 2015: Im Puls (Produzent, Label); TFM Records, Roba Music Verlag

### Theater
- 1998: Münchner Lach- und Schießgesellschaft: Das vertanzt sich (Assistenz Produktion und Regie, Fotograf)
- 1999: Bayerisches Staatsschauspiel, Residenztheater: Penthesilea (Assistenz Dramaturgie und Regie)
- 2002: Akademietheater München: Belgrader Trilogie (Dramaturg, Programmautor, Fotograf)
- 2004: Prinzregententheater: Die schöne Helena (Dramaturg, Redaktion)